# Ипсарион
Ипсарион (званични назив) или Ипсарио ( грч. Υψάριο ) односно локални назив Псарио је планина на Тасосу. Сам врх се назива Ипсарио са надморском висином од 1.206 метара. До врха се долази путем преко места Маријес, један део је асфалтиран а други је макадам. Макадамски пут се не препоручује за путничке аутомобиле већ само џиповима. 

## Локација
Ипсарио заузима северно-централни део острваТасос. Планина  има лучни облик са највишим врхом на североисточном делу кривине. Са врха се види скоро цело острво, осим неких мањих делова који су заклоњени околним брдима.

## Морфолошки и геолошки елементи
Врхове у источним деловима  планине одликују камените стрме падине а у осталим деловима има више шуме. Квалитетан камен се користи из неколико каменолома и извози широм света.
У подножју се налази вештачко језерце Марион  које служи за наводњавање имања мештана села Маријес.

## Вегетација
Од 2011. до 2020, године на Тасосу је било неколико великих пожара у којима је изгорело доста вегетације. Упркос пожарима на планини Ипсарион је остало велики број растиња и то при врху четинари а у подножју дрвеће маслине.

## Планинарење
Планинарски успони на врх Ипсарио могу се остварити стазама које полазе из насеља Потамиа и Теологос.

## Галерија
- Камење на врху
- Поглед на Потамиу
- Поглед на острво Тасопуло и у позадини Керамоти